# Проспект Металургів (станція метро)
47°53′51″ пн. ш. 33°23′37″ сх. д. / 47.8976° пн. ш. 33.3935° сх. д.
«Проспект Металургів» — станція Криворізького метротраму. Розташована між станціями «Кільцева» та «Будинок Рад». Відкрита 2 травня 1989 року. Приймає трамваї маршрутів 1М 2М 3М 4М

## Опис
«Проспект Металургів» — одна з чотирьох підземних станцій Криворізького швидкісного трамваю. Станція є односклепінною мілкого закладання з одною платформою острівного типу довжиною 104 метри. По обидва боки склепіння приблизно на 50-60 метрів за вестибюлі йдуть службові приміщення і СТП. Розташована під рогом вулиці Соборності і проспекту Металургів поблизу стадіону «Металург», палацу культури «Металург» і парку імені Богдана Хмельницького. Має два підземних вестибюлі, з яких вихід на поверхню здійснюється через підземні переходи.
Станція оздоблена сірим мармуром. Вибілена стеля має хвилеподібні виступи, які утворюють вигнутий візерунок. Станція освітлюється люстрами з люмінесцентними лампами, розташованими у три ряди. З усіх підземних станцій вона найкраще освітлена.

## Цікаві факти
- На перегоні «Будинок Рад — Проспект Металургів» тунелі будувалися закритим способом, за допомогою прохідницького щита.
- На перегоні «Будинок Рад — Проспект Металургів» знаходиться найнижча точка лінії під поверхнею — 22 метри.
- Тунелі у бік станції «Кільцева» — прямокутні з трапецієподібною верхньою частиною для контактного дроту. На цій ділянці тунелі збудовані відкритим способом.

## Галерея

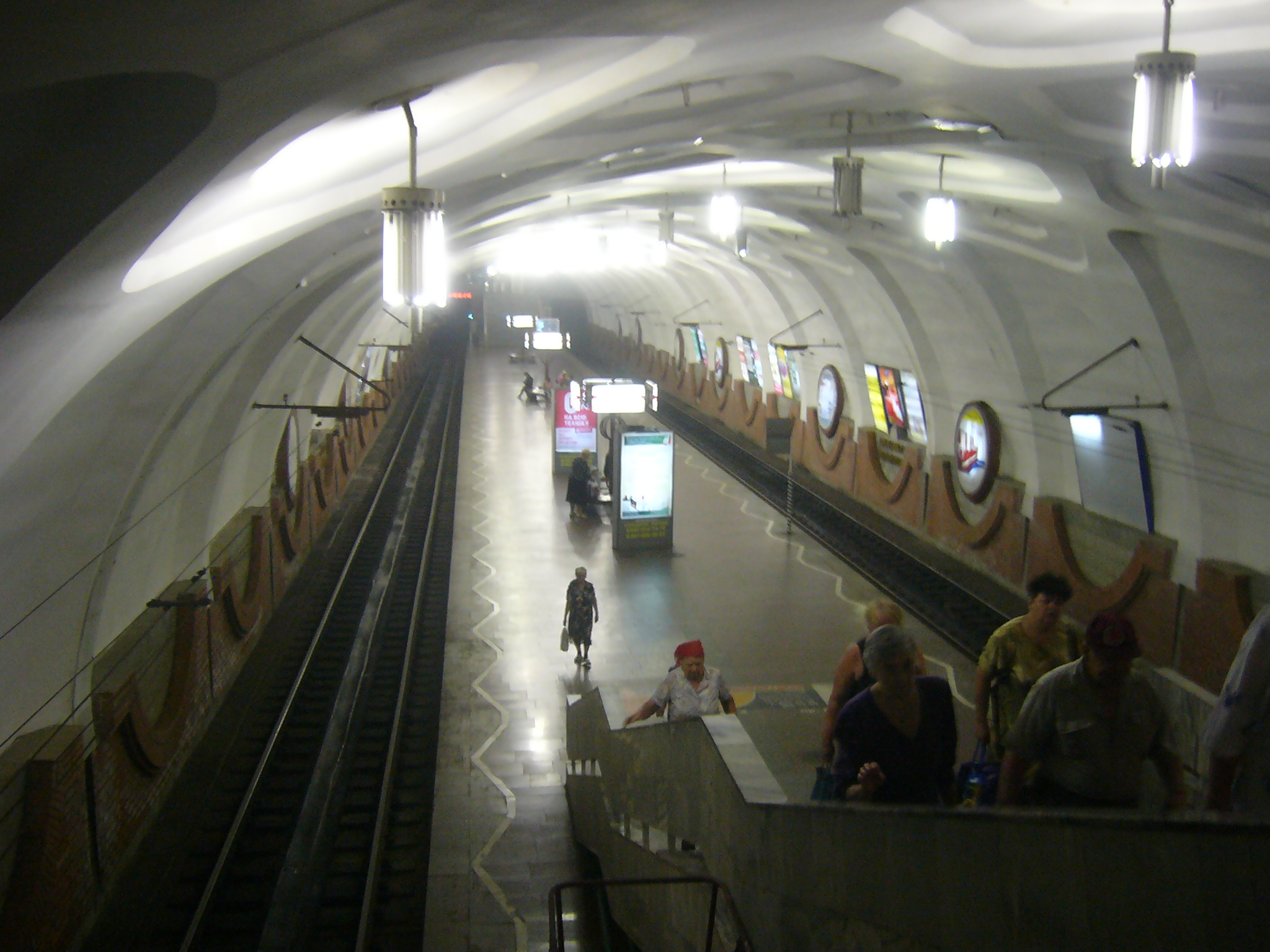
Інтер'єр станції
Вхід на станцію з вулиці

## Оголошення інформатора
- Обережно, двері зачиняються! Наступна станція «Проспект Металургів»
- Станція «Проспект Металургів»